# 우주선 묘지
우주선 묘지(Spacecraft cemetery, 공식 명칭: South Pacific Ocean(ic) Uninhabited Area)는 뉴질랜드 동쪽 남태평양에 있는 지역으로, 유용성이 다한 우주선이 정기적으로 추락하는 곳이다. 이 지역은 대략 육지에서 가장 먼 위치인 도달불능극인 "포인트 네모"(Point Nemo)를 중심으로 한다.
사라진 우주정거장 미르(Mir)와 6개의 살류트 정거장(Salyut station)은 그곳에 버려진 것들 중 하나이다. 이 지역에서 정기적으로 자침되는 다른 우주선으로는 러시아 프로그레스 화물선 , 일본 우주항공연구개발기구 H-II 수송체, 유럽 우주국의 ATV 등 국제우주정거장으로 향하는 다양한 화물 우주선이 있다. 1971년부터 2016년까지 총 263개 이상의 우주선이 이 지역에 배치되었다. 국제 우주 정거장은 "은퇴" 시 우주선 묘지에 안치될 예정이다.
우주선 묘지에 대한 현재 고려 사항에는 남태평양 무인 지역 내 해양 생물에 미치는 환경 영향이 포함된다. 이 지역은 어떤 국가의 법적 관할권도 벗어나므로 규제가 덜 적용된다. 현재 두 개의 조약에는 우주선 묘지에 적용될 수 있는 특정 법률이 명시되어 있다. 유엔이 체결한 우주 조약은 우주선이 상대국에 미치는 피해를 반영한다. 해양법에 관한 유엔 협약은 일반적인 해양 오염을 반영한다. 독성이 강한 로켓 추진제 하이드라진이 유출되면 해양 오염이 발생할 수 있다. 우주 탐험의 증가로 인해 지구 궤도를 도는 우주 파편의 기하급수적인 증가를 늦추기 위해 다른 형태의 우주 파편 제거가 고려되고 생산되고 있다.

## 같이 보기
- 대기권 진입
- 우주 쓰레기